# Пластинчатоусые
Пластинчатоусые (лат. Scarabaeidae, или Scarabaeidae sensu lato) — многочисленное разнообразное семейство жуков. Одним из наиболее отличительных и характерных признаков его представителей является особая форма строения усиков с 3—7-члениковой пластинчатой булавой, способной раскрываться в виде веера (у рода Lethrus булава обволакивающая, не способная раскрываться в виде веера); передние голени копательные, на вершинах их развито не более одной вершинной шпоры.

## Общая характеристика
Общая численность семейства приблизительно 30 000 видов, и ежегодно описывается до 200 новых. На территории стран бывшего СССР известно около 1000 видов, непосредственно в России — 435 видов.
Пластинчатоусые широко распространены по всему земному шару, во всех шести зоогеографических областях.
Большинство представителей семейства — жуки средней величины, длиной 2 — 60 мм, однако среди видов существуют и настоящие гиганты, относящиеся к крупнейшим жукам в мире. Самым крупным видом семейства является, встречающийся в Центральной и Южной Америке, жук-геркулес (Dynastes hercules), отдельные особи самцов которого, достигают длины 165—172 мм, а по документально не подтверждённым данным — до 178 мм. Вторым по величине является близкородственный вид Dynastes neptunus, с максимальной зарегистрированной длиной самца 158 мм, средняя длина 120—140 мм. Следом за ними следуют представители южноамериканского рода Megasoma — Megasoma elephas, Megasoma actaeon, Megasoma mars, с длиной тела до 125 мм, а также азиатского рода Chalcosoma — достигающие длины 110—120 мм.
К пластинчатоусым относятся и самые тяжёлые жуки в мире — отдельные самцы ряда видов голиафов достигая длины до 95—100 мм, при жизни могут весить согласно одним данным до 47 грамм, а по другим — до 80—100 грамм.
Представители семейства очень разнообразны по форме и длине тела; окраске; наличию шипов, рогов, выростов, бугров на переднеспинке и голове — всё это делает их одним из излюбленных семейств среди жуков для коллекционирования энтомологами.

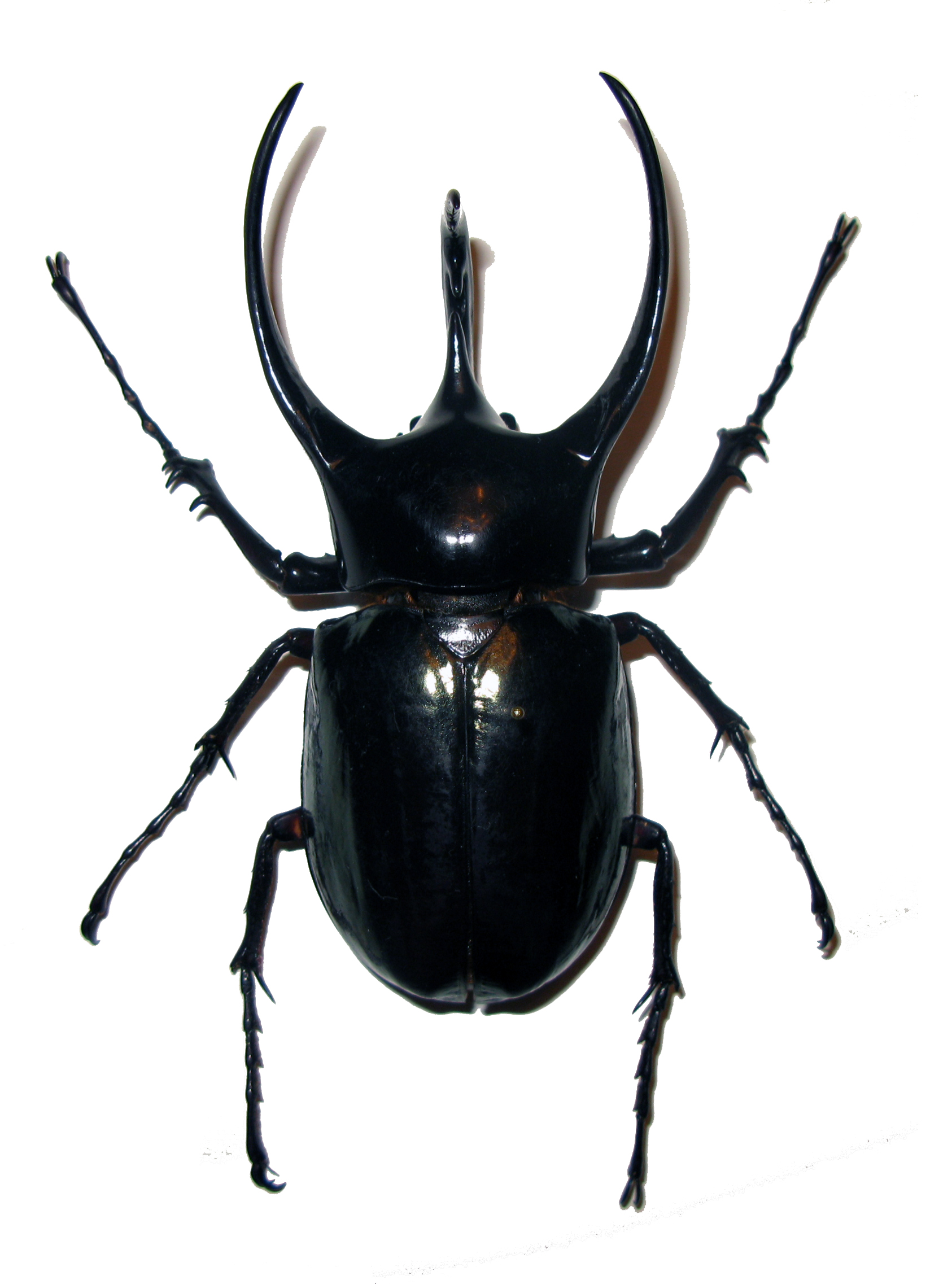
Самец Chalcosoma caucasus, остров Ява
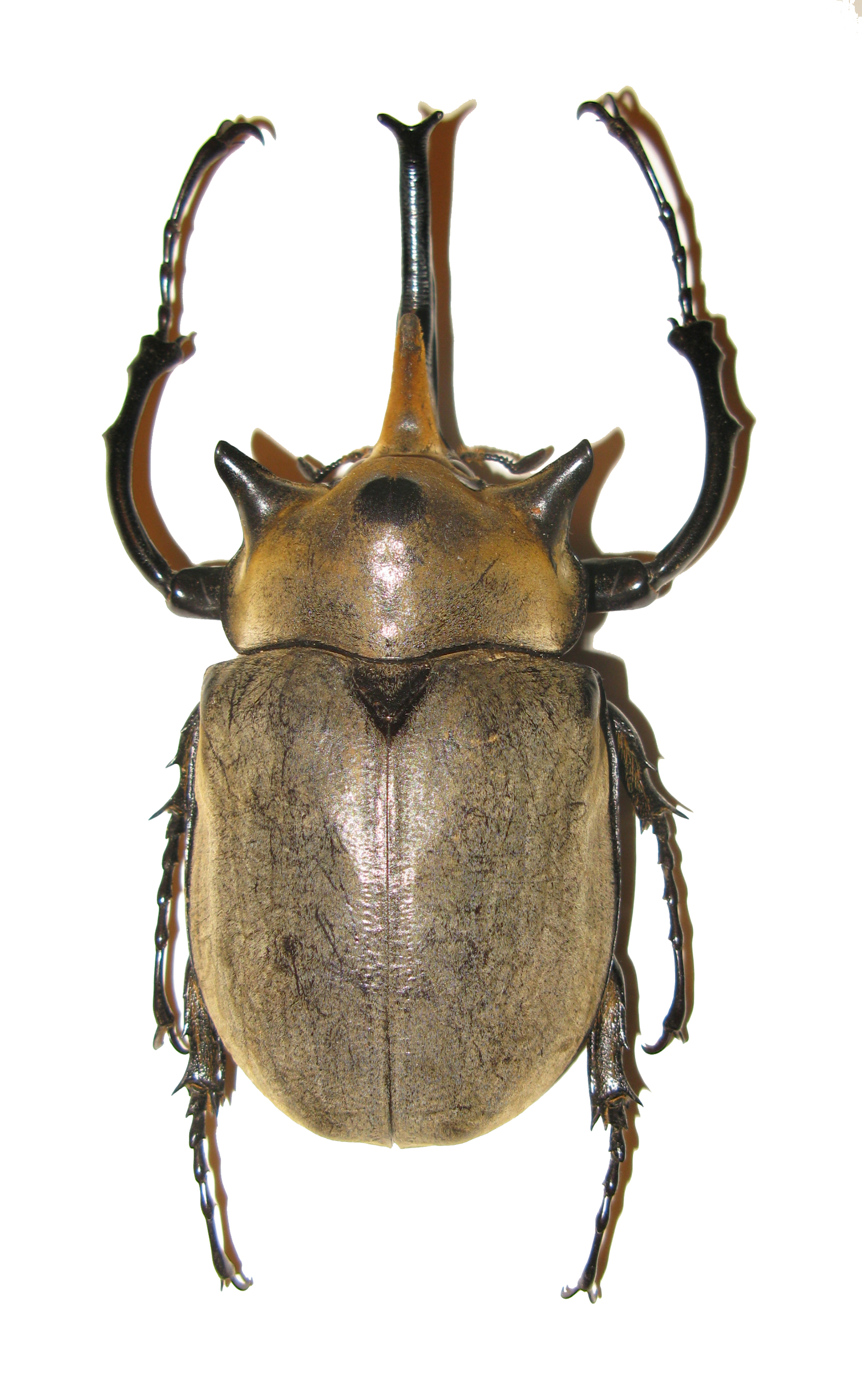
Самец Megasoma elephas, Мексика
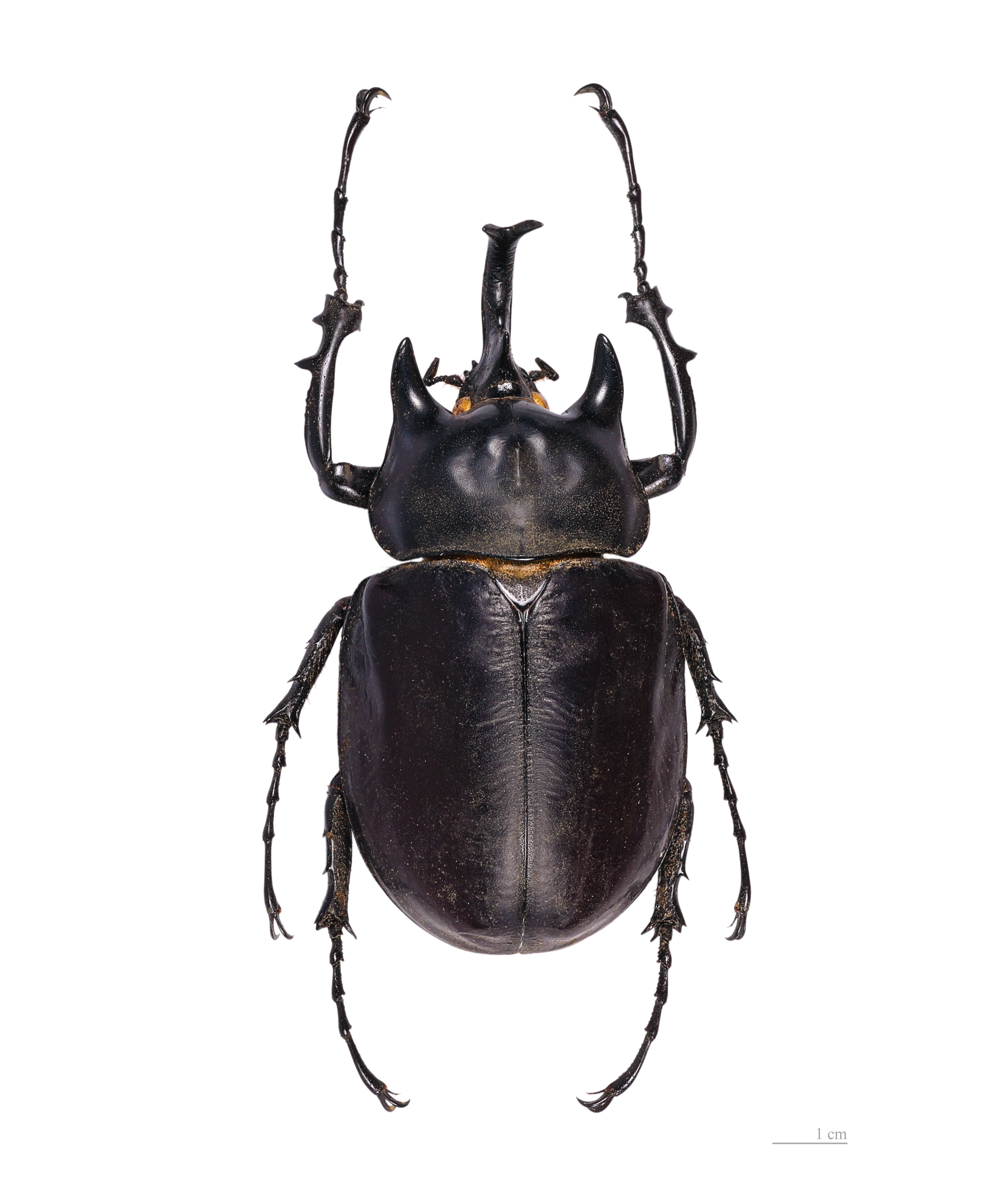
Самец  Megasoma actaeon, Южная Америка
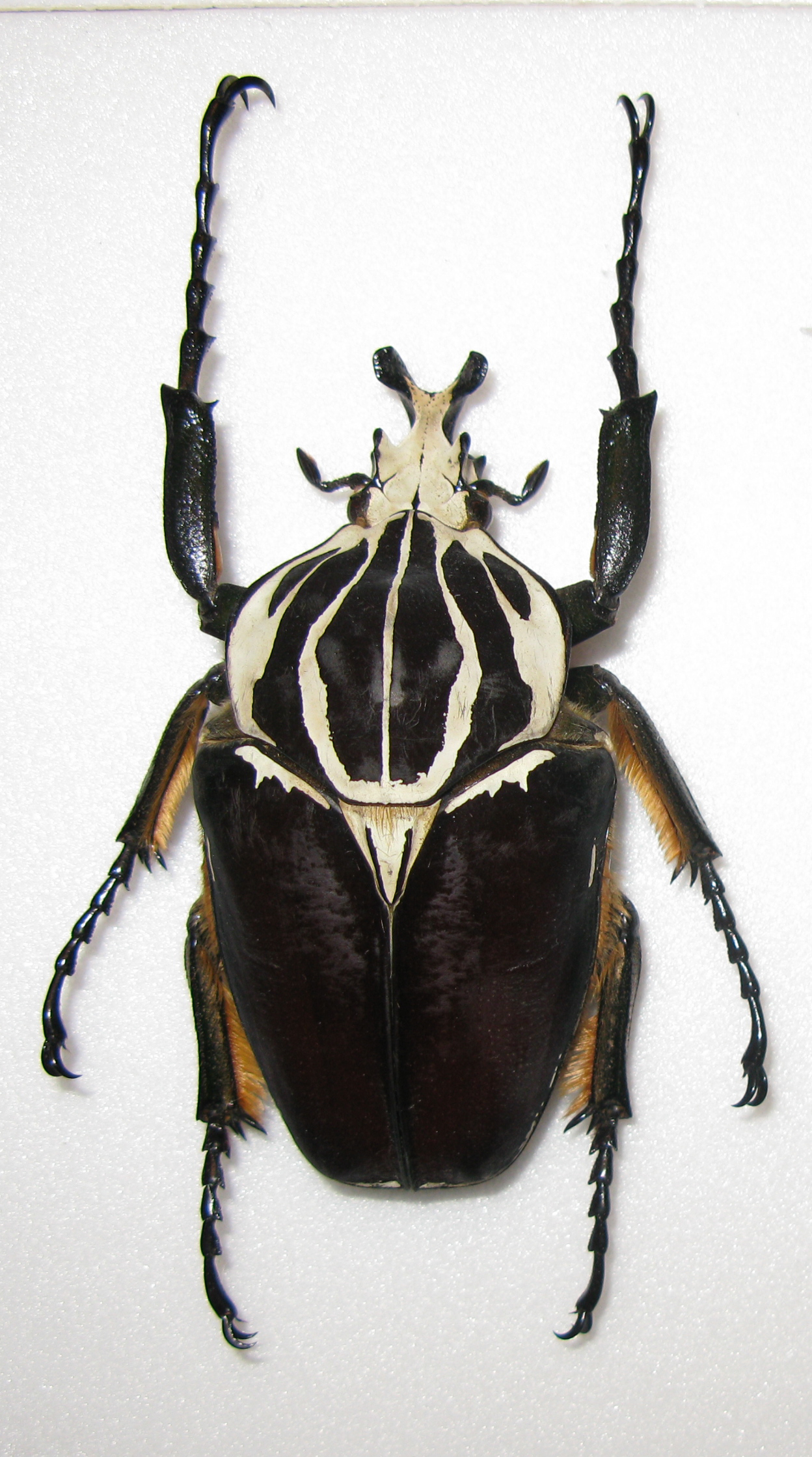
Самец Goliathus goliatus, Камерун
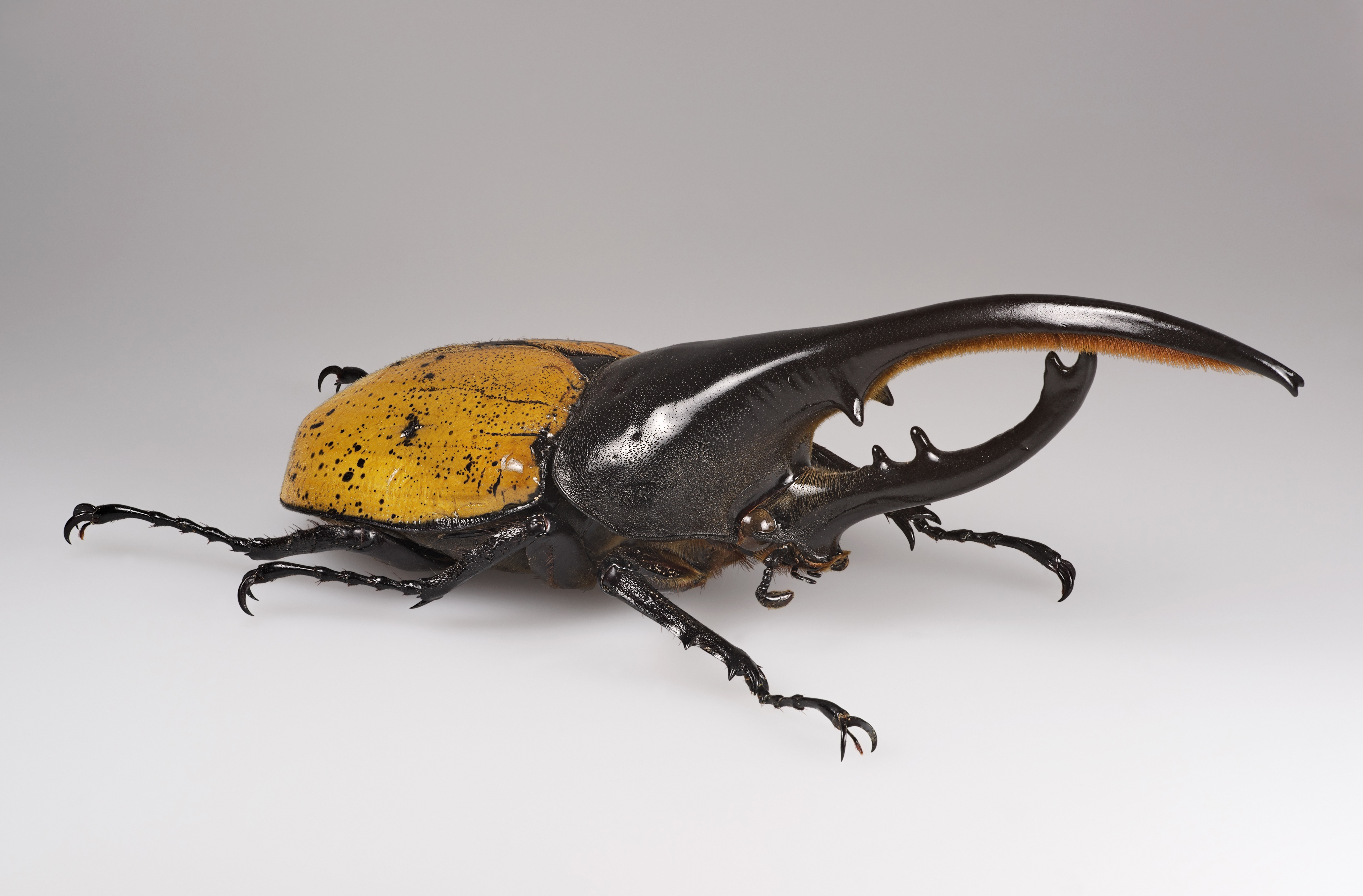
Самец жука-геркулеса (Dynastes hercules lichyi)  Южная Америка
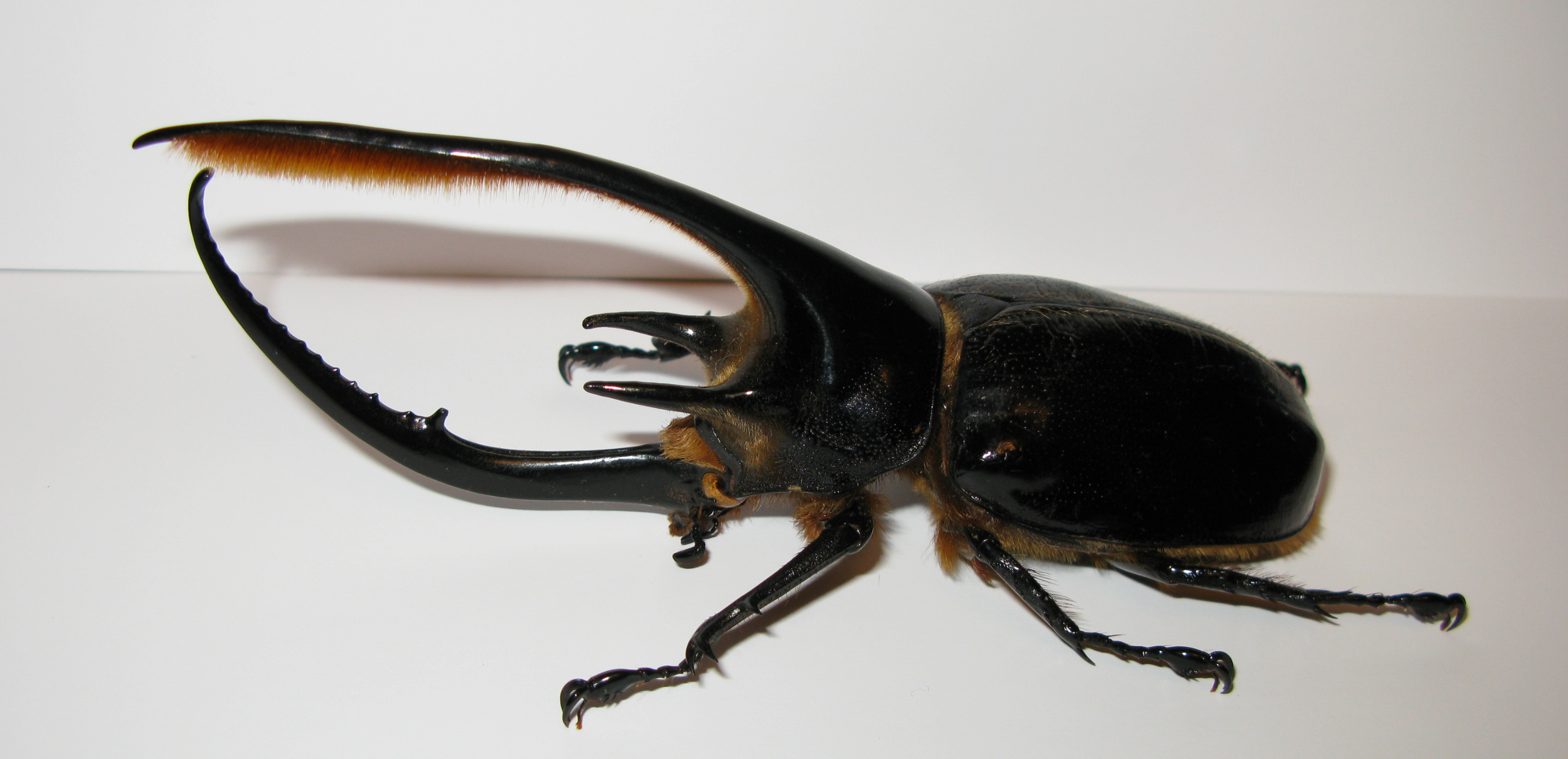
Самец Dynastes neptunus из Колумбии

## Морфология имаго
Тело компактное, короткоовальное. Форма тела разнообразная: овальная, субквадратная, цилиндрическая. Окраска также разнообразна; взрослые имеют или не имеют металлический оттенок. Представители рода Chrysina окрашены в различные варианты зелёного цвета и часто несут на надкрыльях бороздки, но также имеется несколько видов рода с совершенно гладкими покровами тела и сплошной металлической окраской золотого или серебристого цвета. Некоторые из видов могут иметь щетинистый или чешуйчатый покров.

### Голова

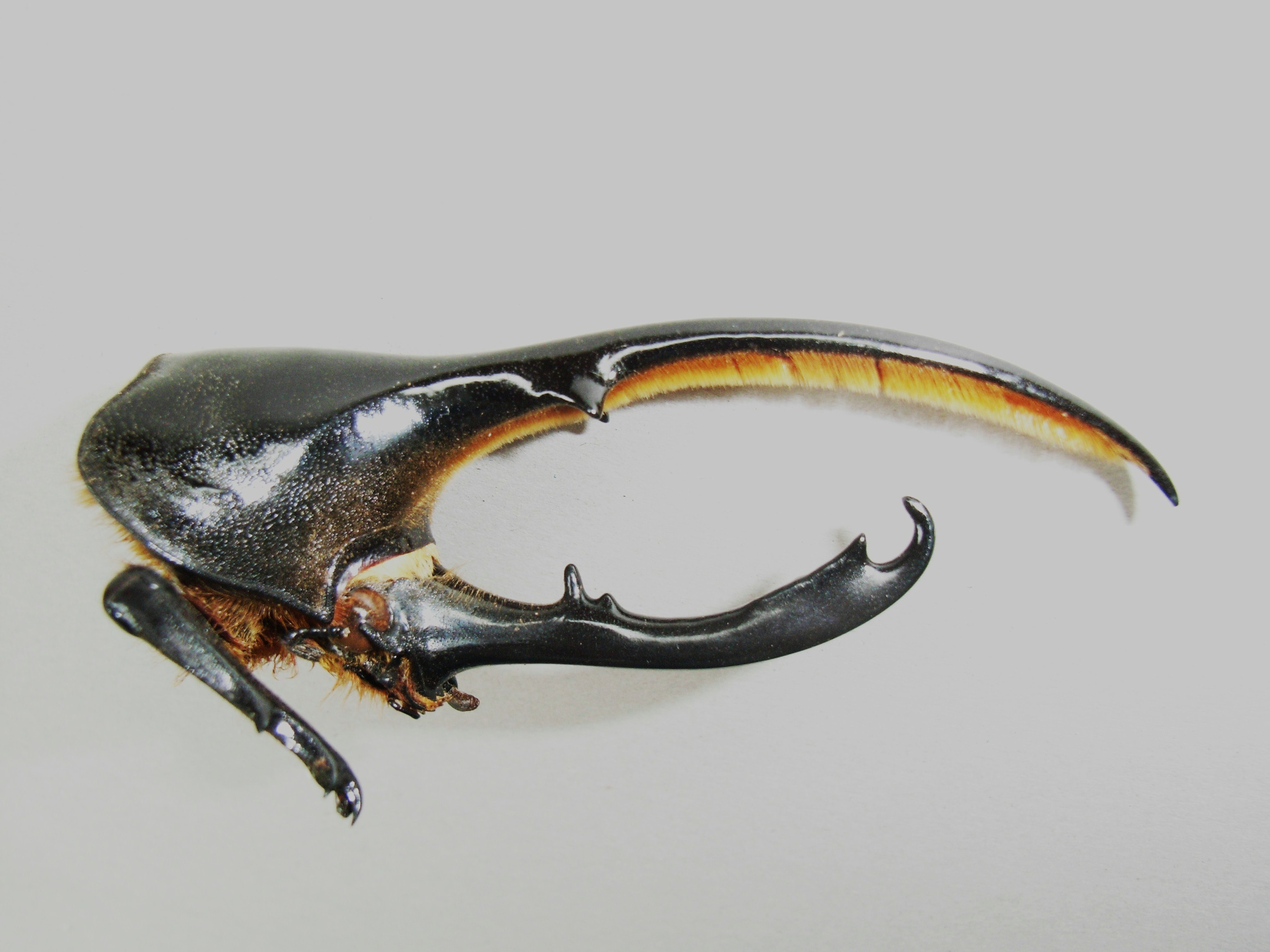
Переднеспинка и голова самца жука-геркулеса. Боковая проекция

Голова немного загнута или направлена вперёд. Усики состоят из 10 члеников (изредка они 9- или 11-члениковые) с 3—7-члениковой пластинчатой булавой, способной раскрываться в виде веера (у рода Lethrus булава обволакивающая, не способная раскрываться в виде веера).
Апикальные членики булавы голые (у значительной части хрущей) или полностью или частично покрыты серыми волосиками. У представителей Troginae, или Trogidae такие выступы редуцированы, а у триб Geotrupini и Lethrini полностью разделяют глаз на две части. Наличник часто бугорковый и рогатый. Обычно верхняя губа хорошо развита и часто выходит из пределов наличника. Разнообразное строение мандибул: обычно сильно хитинизированы с зубцами, но у копрофагов они мягкие и листовидные. Мандибулы обычно хорошо заметны сверху, но у некоторых групп они скрыты под верхней губой или наличником. Максиллы имеют 4-члениковый щупик и нижняя губа с 3-члениковым щупиком.

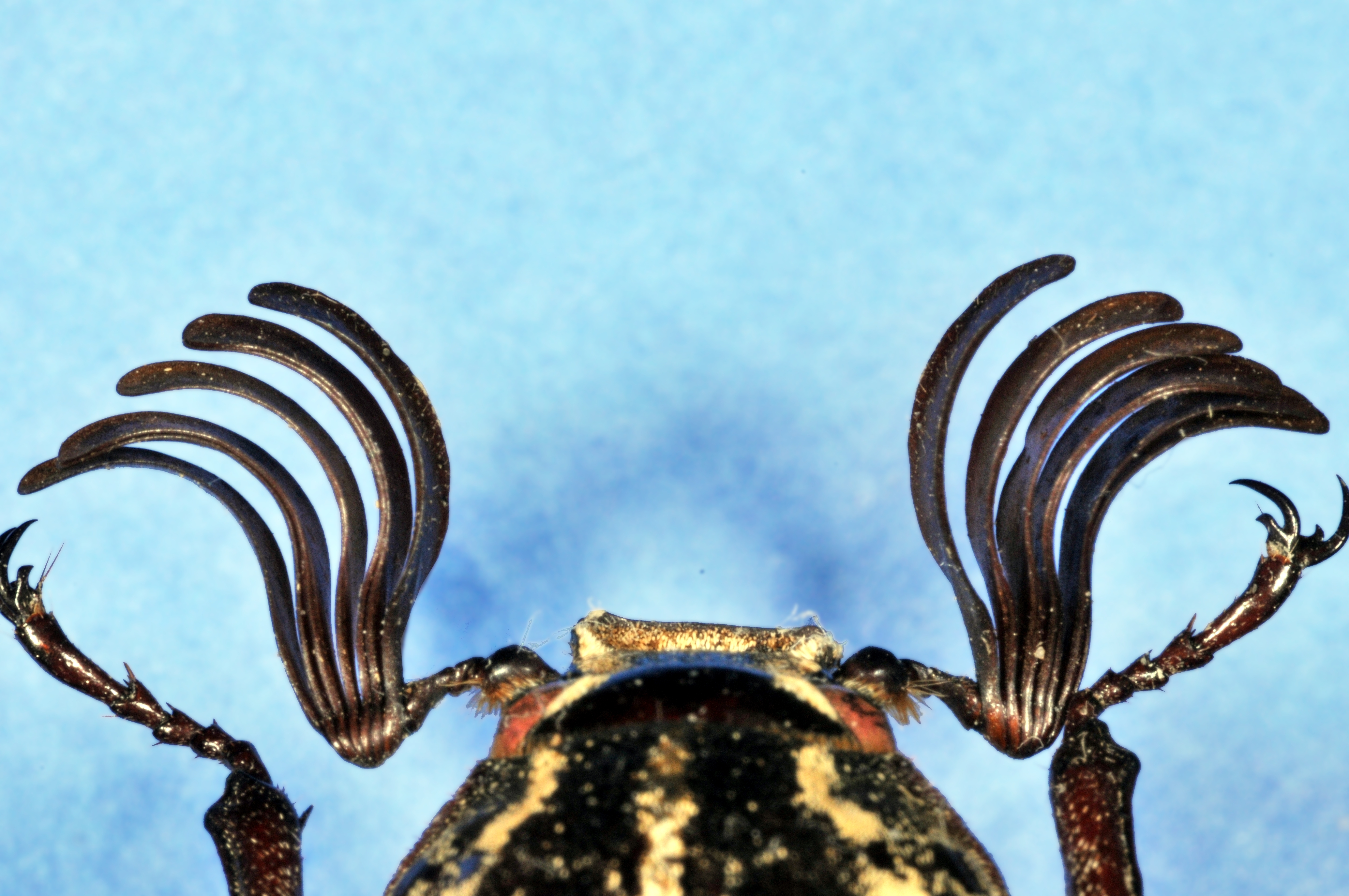
Характерная для всех представителей семейства членистая пластинчатая булава усиков, способная раскрываться в виде веера. Самец мраморного хруща

### Грудь
Переднеспинка разнообразной формы, часто бугорковые и с разнообразными выростами. Щиток заметен сверху или скрыт под надкрыльями. Щиток обычно треугольной или параболической формы.

### Конечности
Лапки с поперечными или коническими тазиками. Тазики передних ног вальковатые, поперечные, сближенные, довольно сильно выступающие. Средние тазики продольные или косые, более или менее широко расставленные, едва выступающие над поверхностью заднегруди. Задние тазики очень длинные, поперечные, сближенные.
Передние голени с тремя или двумя крупными зубцами или несколькими маленькими на наружном крае. Вершина голени с одной шпорой. Бёдра мощные, особенно передние. Средние и задние голени утолщённые или тонкие, их вершины с 1-й или 2-я шпорами, которые касаются друг друга и разделены первым члеником лапки. Формула лапок 5-5-5. Передние лапки у некоторых скарабейных (Scarabaeinae) отсутствуют. Коготки разного строения, одинаковые или разные по размеру, простые или зазубренные. Развит эмподий.

### Надкрылья и крылья

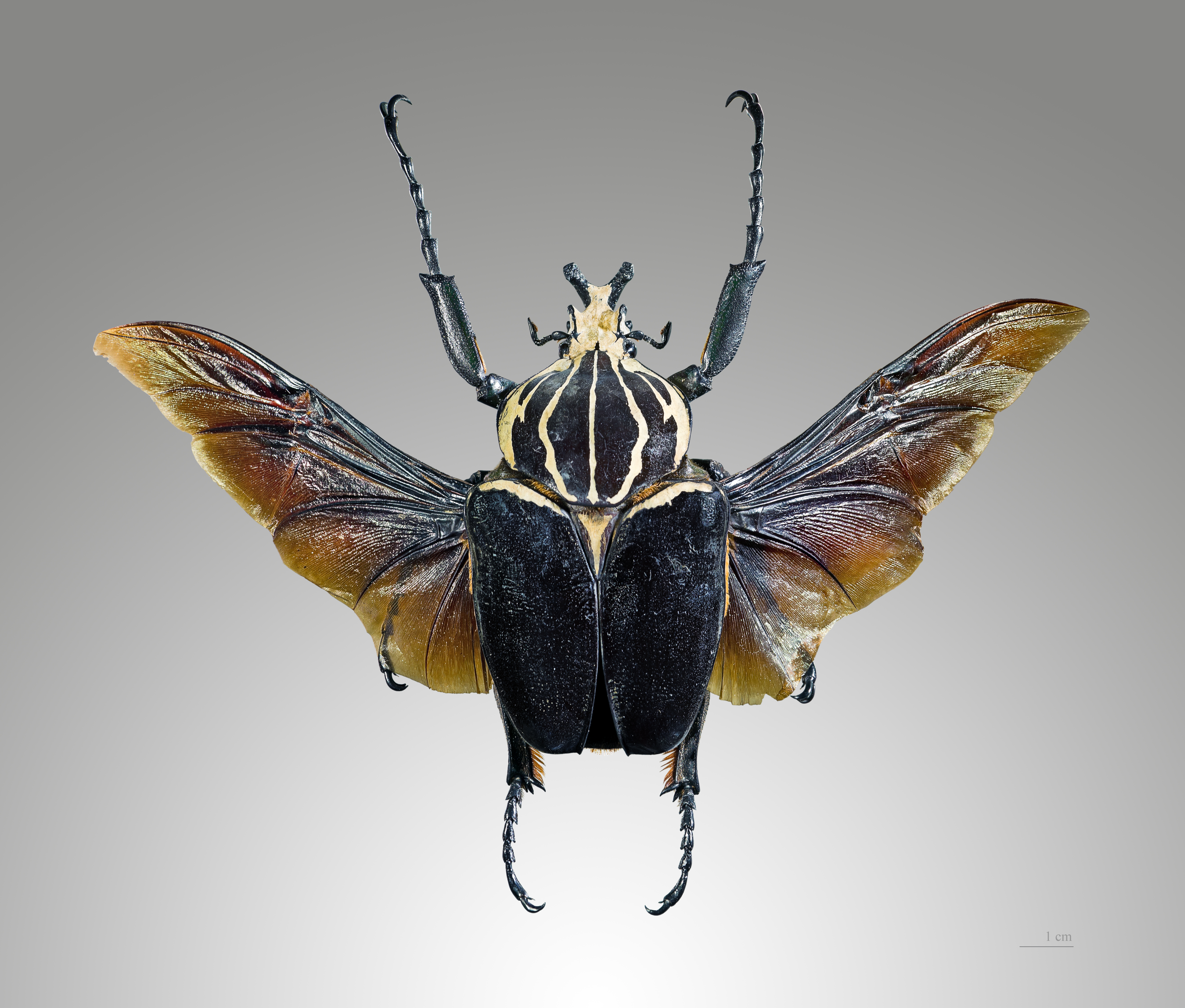
Goliathus goliatus с расправленными крыльями, через выемки в боках надкрылий

У большинство видов крылья хорошо развиты. Редко, у некоторых видов, в связи с образом жизни происходит редукция крыльев, полная у обоих полов и оотрофная только у самок. Неспособность к полёту, связанная с редукцией задних крыльев, является явно апоморфным признаком.
У некоторых видов одинаково часто летают самцы и самки, у других самки летают мало, а больше сидят и ползают, у третьих самки не летают вообще. У форм с бескрылыми самками самцы с нормально развитыми крыльями, первые ползают по земле, самцы же в это время низко летают.
Жилкование относится к кеантароидному типу. Костальная и субкостальная жилки полностью, радиальная — частично слиты в базальной половине переднего края крыла, образуя единую опорную структуру. Костальная жилка перед нижним перегибом крыла имеет довольно длинный ряд поперечных насечек.
Большинство видов хорошо летают. Полёт более крупных видов из родов и др. медленный и тяжёлый. Мелкие виды, особенно обладают быстрым взлётом и большой скоростью полета.
Надкрылья выпуклые или утолщённые, бороздки хорошо выражены или отсутствуют вовсе. У нескольких триб подсемейства Cetoniinae и у рода Gymnopleurus (Scarabaeinae), возникла выемка на боковых краях надкрылий. В этом случае полет происходит со сложенными надкрыльями, а крылья выдвигаются по бокам от тела, через эти выемки.

### Брюшко
Брюшко состоит из 6 стернитов и имеет 7 дыхалец. Пигидий, у представителей подсемейств Scarabaeinae, Aphodiinae, Geotrupinae, скрыт под надкрылками, а у большинства видов он открыт.
Эдеагус состоит из базального склерита и двух парамер (симметричных или асимметричных).

## Половой диморфизм
Во всем отряде жесткокрылых представители пластинчатоусых выделяются наиболее разнообразными и ярко выраженными проявлениями полового диморфизма. Только некоторые виды и реже — роды характеризуются слабым развитием вторично-половых признаков; таковы Canthon и ряд других Canthonini, Sysiphini.
У других групп, голова самцов снабжена разнообразными рогами или пластинчатыми выростами, отсутствующими или слабо развитыми у самок. Вторично-половые признаки могут также выражаться в виде модификации переднеспинки, переднегруди, ног и пигидия.
Количество или форма шпор у обоих полов могут различаться. Иногда самец отличается от самки по степени опушения надкрылий.
Среди других признаков полового диморфизма следует отметить строение конечностей у самцов, например передние ноги самцов некоторых Onthophagini сильно удлинены и искривлены, часто с дополнительными зубцами и отростками. У ряда видов удлинены задние трохантеры у самцов некоторых Sisyphus из тропической Африки. Задние голени самцов ряда видов Scarabaeus имеют вдоль внутреннего края бахрому из особенно густых щетинок. Для подсемейства скарабеины характерна различная величина и форма пигидия и 8-го стернита брюшка самцов и самок, и только у Gymnopleurini, Sisyphini и многих Cantiionini эти признаки выражены слабо.

## Географическое распространение
Пластинчатоусые широко распространены по всему земному шару, во всех зоогеографических областях, за исключением приполярных областей.
Большинство видов очень теплолюбивы. Поэтому наиболее богато они представлены в тропических странах, а в умеренных поясах земного шара число видов сокращается по мере приближения к приполярным широтам.

## Особенности экологии

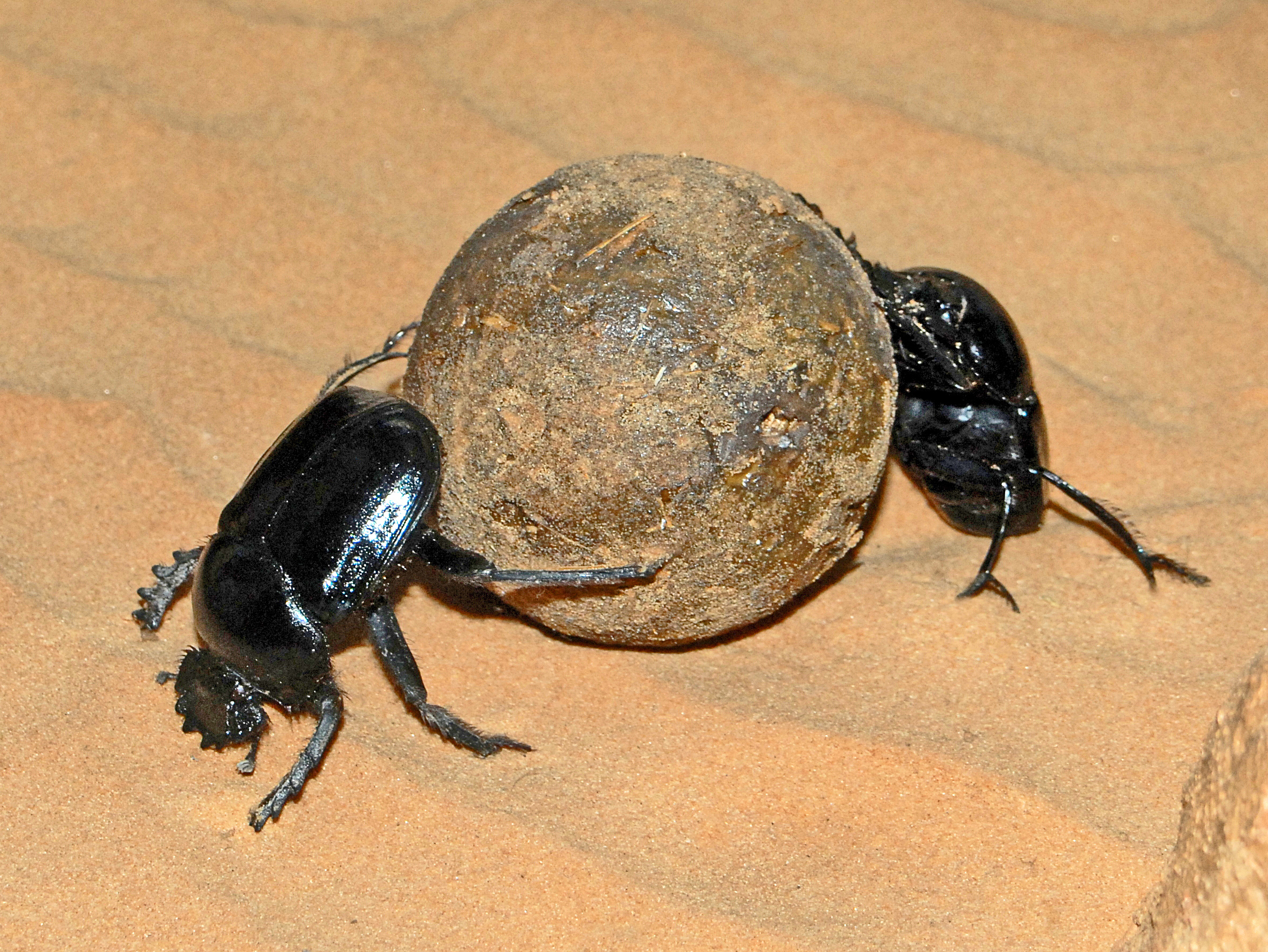
Священный скарабей

Ряд видов питаются компостом из гниющих листьев и других растительных остатков.
Другие встречаются в муравейниках или термитниках, на стадии имаго или личинки. Виды из американского рода Deltochilum (например, Deltochilum valgum) ведут хищный образ жизни и преследуют других обитателей навоза.
Почти все представители подсемейства Scarabaeinae, кроме немногих тропических видов, биологически связаны с почвой, а имаго, как правило являются прекрасными землекопами. Основной особенностью биологии Scarabaeinae, определившей их становление как подсемейства пластинчатоусых, является копрофагия, то есть питание экскрементами животных. Многочисленные адаптации имаго к копрофагии отражены в строении ротового аппарата, кишечника, головы, ног, покровов тела и др. Морфология личинок также связана с копрофагией и с развитием в ограниченном запасе питательных веществ, заготавливаемом родителями. Большинство видов подсемейства употребляет в пищу экскременты млекопитающих животных, особенно копытных, рогатого скота, лошадей, ослов, верблюдов и свиней. От диких животных предпочитается помёт оленей, кабанов, медведей и разнообразных грызунов. В странах с недостаточно развитой ассенизацией пищей навозников нередко служат экскременты человека. Некрофагия в чистом виде характерна для ряда представителей подтриб Phanaeina и Dichotomiina, а также для большинства видов Parascatonomus из Южной и Юго-Восточной Азии. Многие виды Onthophagus, реже Scarabaeus являются факультативными некрофагами и иногда встречаются на падали.

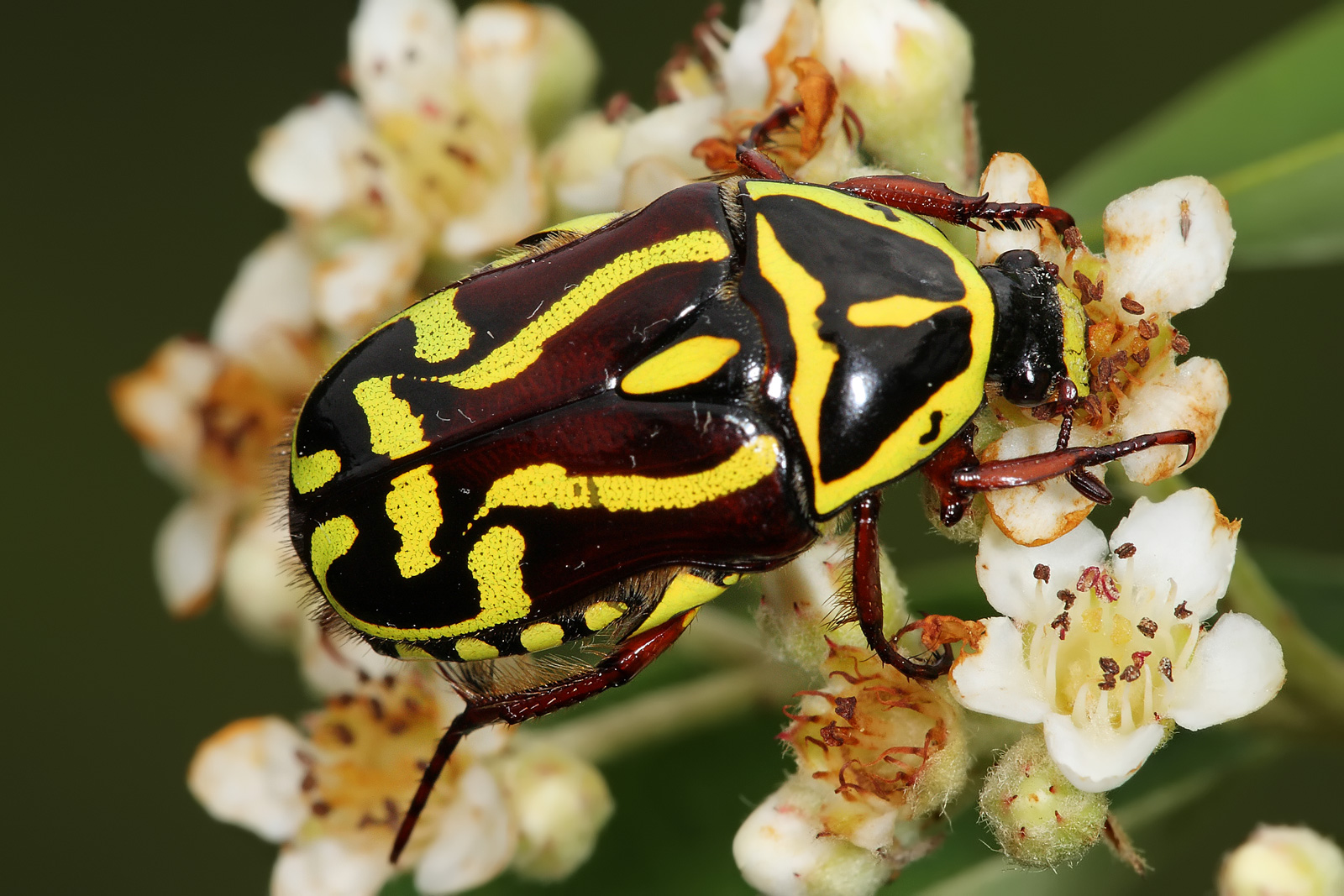
Бронзовка Eupoecila australasiae

Ряд видов рода Gluphyrocanthon являются эктокомменсалами млекопитающих и живут в Южной Америке в шерсти некоторых обезьян. Виды родов Uroxis и Thihillum обнаружены в шерсти ленивцев или у заднего прохода американского тапира. В аналогичных условиях на кенгуру живут в Австралии представители рода Macropocopris.
Многие виды, представители триб Бронзовки часто встречаются кормящимися на цветках или вытекающем древесном соке.
Представители трибы Хрущи активно питаются листьями древесных пород. Афагия широко распространена у видов, обитающих на морских побережьях, приречных песках, в степях и пустынях, где они составляют преобладающую группу. Афагия является приспособлением к жизни в условиях слабого развития надземных частей растений.

### Активность и время лёта
Имаго одних видов активны днем, других — преимущественно в ночное время, летят на свет.
Жуки обычно встречаются в течение всего теплого периода, но активность большинства видов приурочена к какому-либо определённому сезону, длительность лёта может быть различна даже у близкородственных видов.

## Морфология преимагинальных стадий

### Яйцо
Длина яиц у различных видов колеблется от 1 до 15 мм. Форма яиц цилиндрически-овальная, обычно слегка изогнутая. Поверхность яиц гладкая, кожистая. Окраска — желтовато-белая.
Яйца откладываются в почву, субстрат, которым питаются личинки, или в специально вырытые норки, куда имаго запасают корм для личинок (чаще всего помет животных).

### Личинка
Личинки пластинчатоусых жуков имеют C-образную (скарабеоидную) цилиндрическую форму, толстые, изогнутые, шестиногие. Окраска от почти белой до слегка желтоватой. Голова гипогнатического типа, жёлто-бурая или жёлто-красная, с развитыми крепкими челюстями. Головная капсула сильно склеротизирована. На голове выражен эпикраниальный шов, разделяющий два плевральных склерита, и лобные швы, отделяющие лобный треугольник.
Глазки у большинства отсутствуют, но имеются только у некоторых Dynastinae, Cetoniinae и Trichiinae.
Усики у большинства 4-члениковые (у Geotrupinae 3-члениковые).
Верхняя губа имеет разнообразное строение, с вершиной обычно округлой или трёхлопастной. Максиллы симметричные. Жвалы сильно хитинизированные и асимметричные, их край с одним или несколькими зубцами.
Тергиты груди с поперечными бороздками, разделяющими их на про-, мезо- и метатергит. Переднегрудь с парой дыхалец. Брюшко с 9 видимыми сегментами. Тергиты 1—7 разделены на 3 складки подобно сегментам груди. Сегменты 1—8 несут по паре дыхалец на боках. Анальный стернит с щетинками или шипами, Анальное отверстие 3- или 6-лучевое, часто в виде поперечной щели. Ноги 4-сегментные, часто границы между сегментами мало различимые. Ноги довольно длинные и примерно равные по длине, но порой 1-я или 3-я пары заметно короче остальных, а у личинок кравчиков (Lethrus) ноги всех пар очень короткие.
Личиночных стадий три.
Место обитания и питание личинок разнообразны. Личинки пластинчатоусых образуют две группы:
1. группа Scarabaeidae-Pleurosticti состоит из форм живущих в почве или гнилой древесине, а также они довольно активно занимаются поисками пищи, сами себе строят защитные колыбельки и т. д.[15] Группа в основном состоит из фитофагов, это Melolonthini, Rhizotrogini и другие, и из сапрофагов — Cetoniini, Valgini, род Oryctes и др., либо формами со смешанным питанием — Rutelini.[15]
2. группа Scarabaeidae-Laparosticti представлена, в основном, особями являющимися скотофагами. В простейших случаях, таких, как Laparosticti личинки питаются навозом в месте, где были отложены яйца или в местах с гниющей растительностью, пронизанной мицелием лиственной подстилки лесов, там и встречается вид Geotrupes stercorosus.[15]

Личинки различных представителей семейства питаются корнями растений, растительными и животными остатками, гумусом почвы.

### Куколка
Окукливание происходит в почве или субстрате, которым питались личинка. Куколка открытого типа, свободная, мягкая, преимущественно желтовато-белого цвета. Обычно лежит на спине и помешается в ложном коконе (т. н. колыбельке), который состоит из остатков пищи личинки, её экскрементов и земли. Ложные коконы изготавливаются личинками, иногда с помощью родителей (обычно самки).
Форма куколок своеобразная и характеризуется в первую очередь наличием многочисленных выступов на разных частях тела, которые обеспечивают минимальное соприкосновение тела куколки со стенками колыбельки.
У большинства навозников в год 1 генерация (у ряда видов подсемейства Aphodiinae — несколько генераций), у растительноядных видов, как правило, личинки развиваются 2—3 года, у некоторых видов до 5-6 лет.

## Палеонтология
Палеонтологические находки довольно скудны. Из значительного количества описанных ископаемых видов жуков на представителей семейства приходится очень незначительное количество.
Принимая во внимание крайне недостаточные палеонтологические данные, а также данные о современном распространении видов, надо полагать, что семейство сформировались в меловом периоде, а частично уже в юре.
Наиболее древней находкой морфологически типичного представителя подсемейства Scarabaeinae следует считать Prionocephale deplanate, описанного из верхнего мела провинции Чжэцзян в Китае. По строению тела этот жук является навозником-шарокатателем, что указывает на значительную древность этой черты биологии, возникшую, возможно, ещё при питании экскрементами. Из палеогеновых отложений Европы (эоцен, ранний и поздний олигоцен) описаны два вида Onthophagus, один — Onitis, один — Sisyphus, один вид Scarabaeus из трибы Scarabaeini. Эволюция данного подсемейства пластинчатоусых была неразрывно связана с эволюцией крупных позвоночных животных: прежде всего млекопитающих, а на ранних этапах, возможно, и травоядных динозавров.
Ископаемые остатки хрущей известны из нижнего и верхнего олигоцена, миоцена и четвертичных отложении Западной Европы и Северной Америки.

## Классификация и систематика
Первоначально большинство пластинчатоусых было описано в составе громадного линнеевского рода Scarabaeus. Но вскоре, по мере накопления сведений о разнообразии видов, из состава Scarabaeus было выделено большое количество самостоятельных родов, которые в свою очередь также неоднократно «дробились» и «дали начало» подсемействам и даже семействам.
До сих пор общепринятая классификация отсутствует, ряд подсемейств рассматривается разными авторами как в ранге самостоятельных семейств, так и триб. Классификация пластинчатоусых в последнее время активно дискутируется и появляются много точек зрения на их систематику.
Восточноевропейские и североамериканские систематики включают семейства рогачи (Lucanidae) и пассалиды (Passalidae) в надсемейство Scarabaeoidea. Западноевропейские авторы разделяют Scarabaeidae на несколько семейств. Часто рассматриваются как самостоятельные семейства Aphodiinae, Geotupinae и Troginae. При этом каждое последующее более тщательное изучение какого-либо таксона практически всегда приводило к повышению его ранга.

## Роль в экосистемах
Многие крупные представители подсемейства Scarabaeinae могут являться промежуточными хозяевами ряда видов гельминтов, в том числе патогенных для домашних животных и реже — человека. Наиболее обычны нематоды из отряда Spirurata: Ascarops strongylina, Gongylonema ingluvicola, Gongylonema pulchrum, Spirura rutipleurites, Spirocerca lupi, Spirocerca sanguinolenta и скребень Physocephalus sexalatus. Перечисленные виды паразитируют у млекопитающих животных: свиней, верблюдов, рогатого скота, оленей и разных хищников, реже у домашней птицы.

## Практическое значение

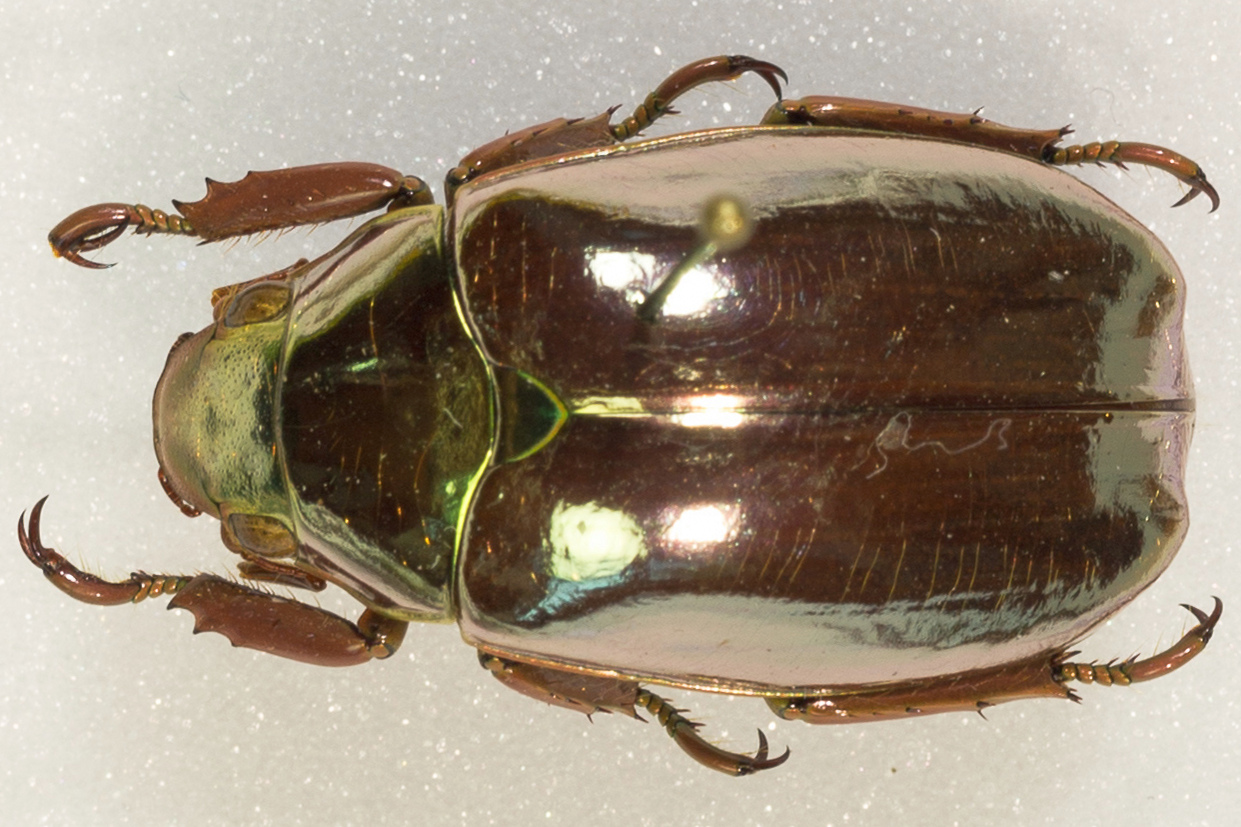
Chrysina optima

Большинство видов, особенно в северных районах, сравнительно малозаметны в биоценозах и не оказывают какого-либо влияния на хозяйственную деятельность человека.
Жуки из подсемейства скарабеины являются главнейшими природными санитарами, очищающими поверхность почв от разнообразных экскрементов. Утилизация жуками масс навоза способствует их перемещению в нижние слои почв, которые разрыхляются и удобряются.
Отрицательное значение также заметно. Личинки и жуки ряда видов пластинчатоусых являются вредителями лесных, плодовых и сельскохозяйственных культур. Например, некоторые виды майских хрущей являются одними из основных вредителей плодово-ягодных и лесных насаждений в Центральной Европе, лесостепной зоне, на Северо-Востоке Украины. В годы массового размножения эти жуки могут полностью объедать листья деревьев.
Некоторые тропические виды из рода Oryctes и других вредят кокосовым пальмам, таро, сахарному тростнику и т. п.
Многие представители подсемейства Scarabaeinae являются промежуточными хозяевами ряда гельминтов, вызывающих эпизоотии домашних и диких животных, а иногда опасных для человека.
В Южной Индии и Шри-Ланка существует ещё одна паразитологическая проблема, связанная с представителями подсемейства Scarabaeinae. Среди местного населения иногда возникает периодическая болезнь кишечника, сопровождающаяся кровавым поносом, получившая название «скарабиаз». Она вызывается некоторыми мелкими видами Onthaphagus и Caccobius. Эти жуки во время сна проникают в кишечник человека через задний проход, особенно детей, живущих в антисанитарных условиях и вызывают повреждение слизистой оболочки кишечника.
В Лаосе и Бирме крупные личинки и куколки ряда видов семейства являются деликатесом в местной кухне.

## В культуре

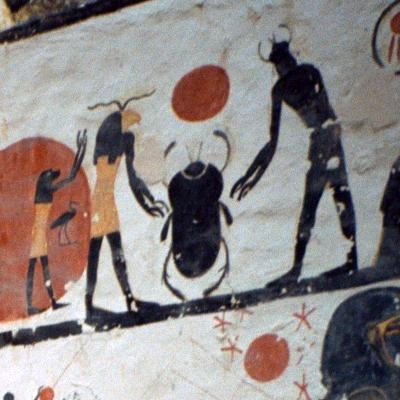
Изображение скарабея на стене гробницы в Долине царей

Священный скарабей являлся священным насекомым в Древнем Египте. Считалось, что жук, катящий навозный шар, олицетворяет путь движения Солнца по небосводу. Египтяне отождествляли действия скарабея с таинством сотворения светила и изображали бога Хепри, творца мира и человека, с головой скарабея.
Изображения священного скарабея встречаются в росписи гробниц, на папирусах. Сохранились ювелирные украшения и скульптуры, изображающие скарабеев. В храмовом комплексе Карнак недалеко от Луксора сохранилась колонна, которую венчает каменный скарабей.